# Lijst van Belgische adelsverheffingen 1999
Personen die in 1999 in de Belgische adel werden opgenomen of een adellijke titel verwierven.

## Baron
- Georges Primo (1924- ), hoogleraar, erfelijke adel en persoonlijke titel baron
- Hugo Vandamme, erfelijke adel en persoonlijke titel baron
- Paul Vandenplas (1931- ), erfelijke adel en persoonlijke titel baron
- Ridder Paul Buysse, erfelijke adel en de persoonlijke titel baron
- Jonkheer Daniël Cardon de Lichtbuer, de persoonlijke titel baron
- José Van Dam, persoonlijke adel met de titel baron.

## Barones
- Eliane Achten (1933- ), persoonlijke adel met de titel barones
- Alys Clark, persoonlijke adel met de titel barones

## Ridder
- Pierre Bartholomée, pianist, orkestdirigent, erfelijke adel en de persoonlijke titel ridder.
- Jean-Jacques De Cloedt, erfelijke adel en de persoonlijke titel ridder. Bij KB van 13 juli 2017[1] verkreeg hij de titel baron, overdraagbaar op al zijn nakomelingen.
- Marc Sleen, erfelijke adel en de persoonlijke titel ridder.
- Paul Vandenplas (1931- ), erfelijke adel en de persoonlijke titel ridder.
- Luc Varenne, erfelijke adel en de persoonlijke titel baron.